# Homo Faber (drei Frauen)
Homo Faber (drei Frauen) ist ein halbdokumentarischer Spielfilm des Schweizer Regisseurs Richard Dindo aus dem Jahr 2014. In einer so genannten „filmischen Lektüre“ repräsentieren drei Schauspielerinnen die Frauenfiguren aus dem Roman Homo faber von Max Frisch: Marthe Keller als „Hanna“, Daphné Baiwir als „Sabeth“ und Amanda Barron als „Ivy“. Texte aus Frischs Roman werden von Christian Kohlund eingelesen.

## Handlung
Der Schweizer Ingenieur Walter Faber fliegt nach Südamerika. Sein Flugzeug muss in der mexikanischen Wüste notlanden. Er filmt im Licht des Mondes seinen Schatten auf dem sandigen Boden und gibt uns einen ersten Eindruck seiner ausschließlich sachlichen „Weltanschauung“ und Befindlichkeit.
Später besucht er in New York seine amerikanische Geliebte Ivy, von der er sich trennt. Auf der Überfahrt nach Le Havre lernt er auf dem Schiff die junge Sabeth kennen. Sie treffen sich in Paris wieder, reisen zusammen nach Avignon, Rom und Athen. Unterwegs werden sie zum Liebespaar. Am Meer von Akkro-Korinth wird die junge Frau von einer Schlange gebissen, sie stirbt zwei Tage später in einem Krankenhaus in Athen. Dort trifft Faber seine frühere Verlobte Hanna, die er seit 20 Jahren nicht mehr gesehen hat. Es stellt sich heraus, dass sie Sabeths Mutter ist und er der Vater.
Faber selber kommt im Film nicht vor. Aber er schaut auf die drei Frauen, beobachtet und filmt sie und beschreibt später mit Sätzen aus dem Buch seine eigenen Bilder.

## Hintergrund
Der Film wurde von Lea Produktion Richard Dindo in Zürich produziert.
Die Uraufführung fand am 14. August 2014 auf dem Internationalen Filmfestival von Locarno statt.
Bereits 1981 hatte Richard Dindo mit Montauk eine Erzählung von Frisch in dem Dokumentarfilm Max Frisch, Journal I–III umgesetzt.

## Rezeption
Rolf Breiner, Kritiker des Web-Kultur-Magazins Literatur & Kunst, fand den Film „durchaus schlüssig und fesselnd“. Er kritisierte jedoch, dass die Beziehung zwischen Faber und Sabeth „statisch und halbherzig literarisch“ bleibe. Die Sinnlichkeit erstarre in Worten.